# Charles Howard (12e comte de Carlisle)
Pour les articles homonymes, voir Charles Howard.
Charles James Ruthven Howard, 12e comte de Carlisle, 12e Lord Ruthven of Freeland (21 février 1923 - 28 novembre 1994), titré vicomte Morpeth jusqu'en 1963, est un noble, homme politique et pair anglais.

## Jeunesse et formation
Il est le fils de George Howard (11e comte de Carlisle) et Bridget Monckton, 11e Lady Ruthven de Freeland. Il fait ses études au Collège d'Eton. Il succède à son père dans le comté en 1963 et à sa mère dans la seigneurie de Ruthven de Freeland en 1982.

## Famille
Lord Carlisle épouse Ela Helen Aline (1925-2002), fille de Wentworth Beaumont (2e vicomte Allendale) et Violet Lucy Emily Seely, fille de Charles Seely (2e baronnet), le 3 octobre 1945. Ils ont quatre enfants:
- Jane Howard (née le 28 février 1947)
- George Howard (13e comte de Carlisle) (né le 15 février 1949)
- Emma Howard (née le 20 juillet 1952)
- Philip Charles Wentworth Howard (né le 25 mars 1963)[1]